# 德拉西
德拉西（法語：Dracy，法語發音：[dʁasi]）是法国勃艮第-弗朗什-孔泰大区约讷省的一个市镇，属于欧塞尔区。

## 地理
德拉西（47°45'28"N, 3°15'2"E）面积21.86 平方千米，位于法国勃艮第-弗朗什-孔泰大區约讷省，该省份为法国中北部内陆省份，西接卢瓦雷省，西北接塞纳-马恩省，南至涅夫勒省，东临科多尔省，东北与奥布省接壤。
与德拉西接壤的市镇（或旧市镇、城区）包括：维利耶圣伯努瓦、方丹、梅济耶、皮赛地区塔内尔、图西。

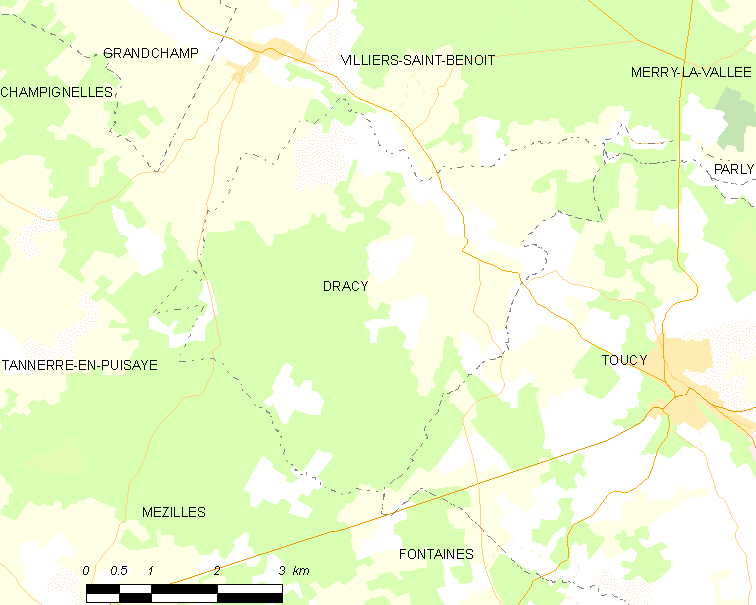
德拉西的OSM定位图

德拉西的时区为UTC+01:00、UTC+02:00（夏令时）。

## 行政
德拉西的邮政编码为89130，INSEE市镇编码为89147。

## 政治
德拉西所属的省级选区为皮赛中心县。

## 人口

1962-2008年间德拉西人口变化图示

德拉西于2022年1月1日时的人口数量为237人。